# Robert Olesen
Robert Olesen (Chicago, 11 de junio de 1967) es un deportista estadounidense que compitió en bobsleigh.
Ganó dos medallas de bronce en el Campeonato Mundial de Bobsleigh de 1997, en las pruebas doble y cuádruple. Participó en los Juegos Olímpicos de Nagano 1998, ocupando el séptimo lugar en la prueba doble.

## Palmarés internacional
| Campeonato Mundial | Campeonato Mundial   | Campeonato Mundial | Campeonato Mundial |
| Año                | Lugar                | Medalla            | Prueba             |
| ------------------ | -------------------- | ------------------ | ------------------ |
| 1997               | Sankt Moritz (Suiza) | Medalla de bronce  | Doble              |
| 1997               | Sankt Moritz (Suiza) | Medalla de bronce  | Cuádruple          |